# Yorkshire terrier
Pour l’article homonyme, voir Yorkshire.
Le Yorkshire terrier, plus couramment appelé York, est une race de chien de petite taille appartenant au groupe des terriers et originaire du comté anglais du même nom. Les traits distinctifs de la race sont sa petite taille (poids maximal 3,2 kg) et son pelage long et soyeux de couleur bleue, grise et feu. Très populaire auprès du grand public et en concours, ce chien surnommé « Yorkie » a également été à l'origine d'autres races comme le Terrier australien à poil soyeux.

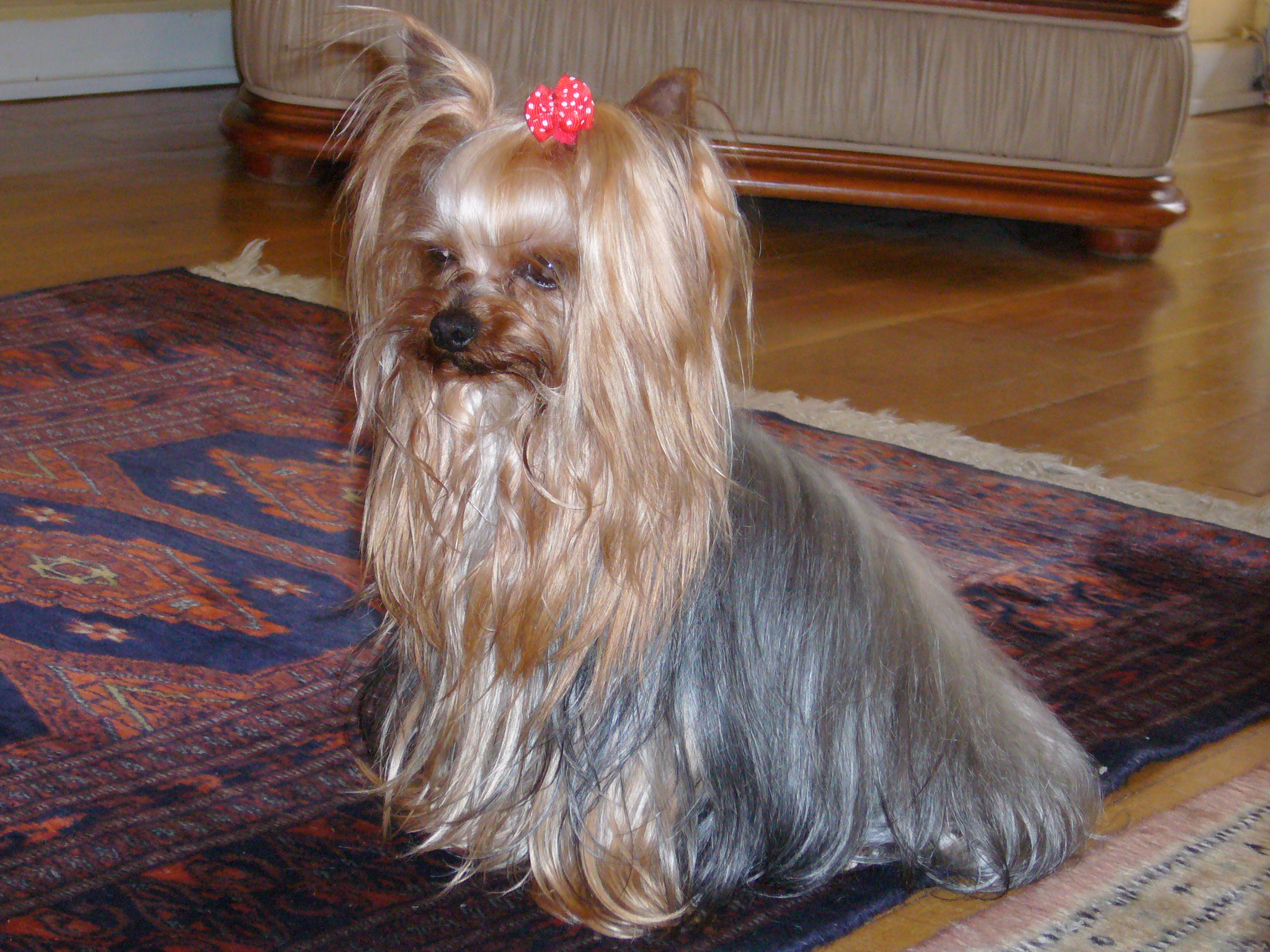
Yorkshire de 3 ans avec pelage caractéristique.

## Histoire
C’est au XIXe siècle que le Yorkshire a vu le jour, dans le comté anglais éponyme. La race est en effet originaire du Yorkshire et des environs de Manchester, une région accidentée du nord de l'Angleterre. Au milieu du XIXe siècle, des ouvriers écossais en quête de travail commencèrent à s'installer dans la région du Yorkshire, en y apportant avec eux des terriers de petite taille qui leur servaient à braconner et les débarrassaient des nuisibles. La petite taille du Yorkie permettait à son propriétaire de le transporter dans une besace et de le sortir au besoin pour débusquer un lapin de son trou. L'élevage des Yorkies était principalement le fait des mineurs et des ouvriers employés dans les filatures de coton et de laine des comtés de Yorkshire et de Lancashire.
La race a pour origine connue trois individus, un mâle nommé Old Crab, une femelle nommée Kitty et une autre femelle dont le nom n'a pas été retenu par l'histoire. Des chiens de race Paisley Terrier (une version réduite du Skye terrier) semblent également avoir participé aux premiers croisements. Ils étaient sélectionnés à partir de terriers écossais et connus sous le nom de Yorkshire Terriers, du fait que la race avait réellement émergé et évolué dans cette région.
Dans les premiers temps, n'importe quel chien de type terrier qui avait un poil long avec une touche de bleu sur le corps et des reflets fauve ou argent sur la tête et les pattes pouvait concourir dans la catégorie Yorkshire Terrier, pour peu qu'il ait la queue et les oreilles écourtées. Mais vers la fin des années 1860, un exemplaire de Paisley Terrier, présentant les traits typiques du Yorkshire et appelé Huddersfield Ben, dont la propriétaire, Mary Ann Foster, vivait dans le Yorkshire, commença à faire autorité dans les expositions canines à travers le Royaume-Uni, où il imposa le type moderne de la race.

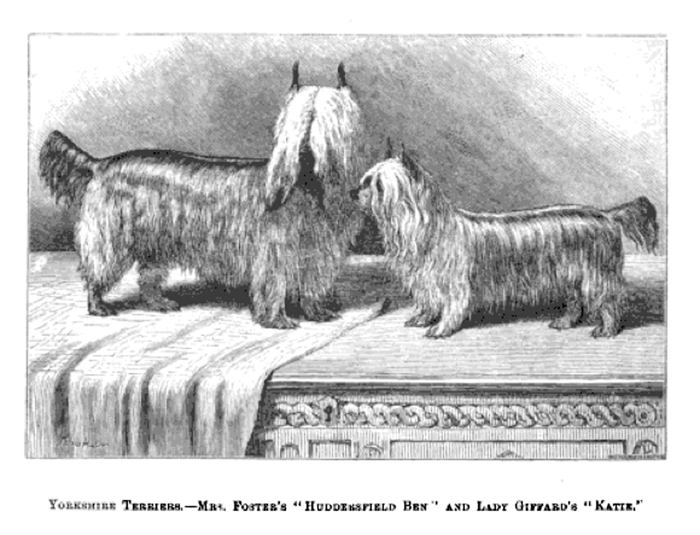
Yorkshire Terriers : "Huddersfield Ben" à Mme Foster et "Katie" à Lady Giffard c. 1870.

Le Yorkshire Terrier arriva en Amérique du Nord en 1872 et le premier Yorkie à être enregistré à l'American Kennel Club (AKC) le fut en 1878. Comme la plupart des races de Terriers à partir de la fin du XIXe siècle, le Yorkshire s'éloigna progressivement de ses origines populaires et de ses fonctions primitives pour être adopté par les citadins et devenir un chien de compagnie.

## Morphologie
Le Yorkshire Terrier est un chien de petite taille à poil long. Très compact, il se tient très droit. Le corps est compact, le dos droit, le rein soutenu, les côtes modérément cintrées.
Le poil pend droit et de façon égale de chaque côté, partagé par une raie qui s’étend du nez à l’extrémité de la queue. Sur le corps, le poil est de longueur modérée, parfaitement droit (et non ondulé), gras. La garniture en tête est longue, d’un fauve, de couleur plus soutenue sur les côtés de la tête, à la base des oreilles et sur le museau où le poil est très long.
La robe est de couleur bleu acier foncé, s’étendant de l’occiput à la naissance de la queue. Sur le poitrail le poil est d’un fauve intense et brillant. Tous les poils fauves sont plus foncés à la racine qu’au milieu et ils deviennent encore plus clairs à l’extrémité.
Le Yorkshire Terrier est un chien de compagnie petit.
Le crâne est plutôt petit et plat, n’étant ni proéminent, ni rond. Le museau n'est pas long, la truffe noire. Les mâchoires et les dents sont articulées en ciseaux parfait, régulier et complet, c’est-à-dire que les incisives supérieures recouvrent les inférieures dans un contact étroit et sont implantées bien d’équerre par rapport aux mâchoires. Les mâchoires sont d’égale longueur.
Les yeux sont de dimensions moyennes, foncés, étincelants ; ils sont disposés de façon à regarder droit devant. Ils ne sont pas proéminents. Le bord des paupières est foncé.
Les oreilles sont petites, en forme de V, portées droites ou courbées, couvertes d’un poil court ; leur couleur est fauve.
Auparavant la coutume était d’écourter la queue.
- Queue coupée : longueur moyenne ; elle porte un poil abondant, d’un bleu plus foncé que sur le reste du corps, surtout à l’extrémité. La queue est portée un peu plus haut que la ligne du dos.
- Queue non coupée : poil abondant, d’un bleu plus foncé que sur le reste du corps, surtout à l’extrémité. La queue est portée un peu plus haut que la ligne du dos, aussi droite que possible.

Les membres antérieurs sont droits, couverts d’un poil fauve doré intense qui est un petit peu plus clair à l’extrémité qu’à la racine et qui ne s’étend pas plus haut que le coude sur les antérieurs. Les épaules sont bien obliques.
Les membres postérieurs sont droits quand ils sont vus de derrière. Le grasset est modérément angulé. Ils sont bien couverts d’un poil fauve doré intense qui est quelques tons plus clair à l’extrémité qu’à la racine et qui ne s’étend pas plus haut que le grasset, sur les postérieurs. Les pieds sont ronds, avec des ongles noirs.
Les allures sont dégagées avec une bonne impulsion. Antérieurs et postérieurs se portent droit devant. En action, la ligne du dessus reste bien droite.

## Caractère

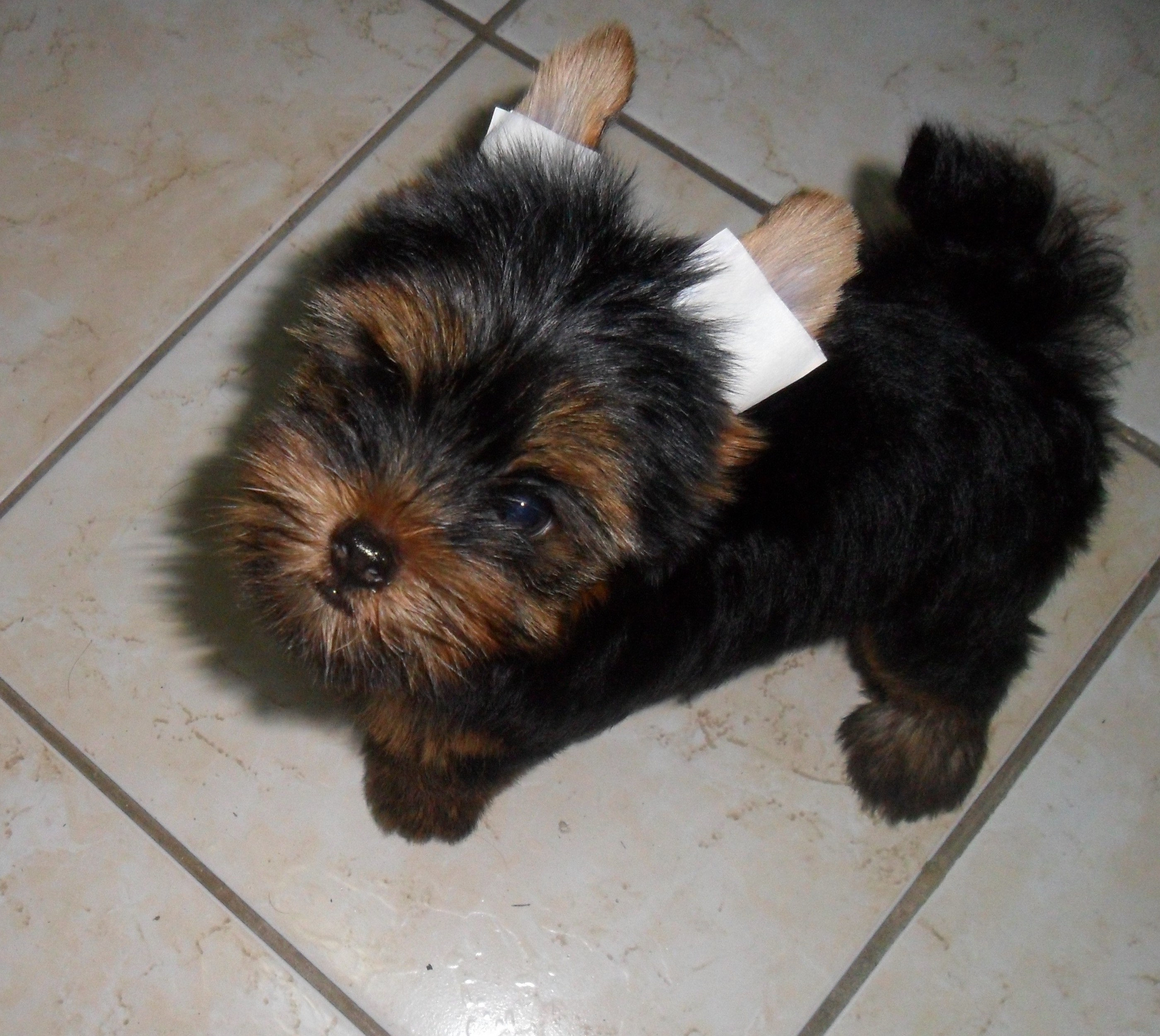
Chiot Yorkshire Terrier.

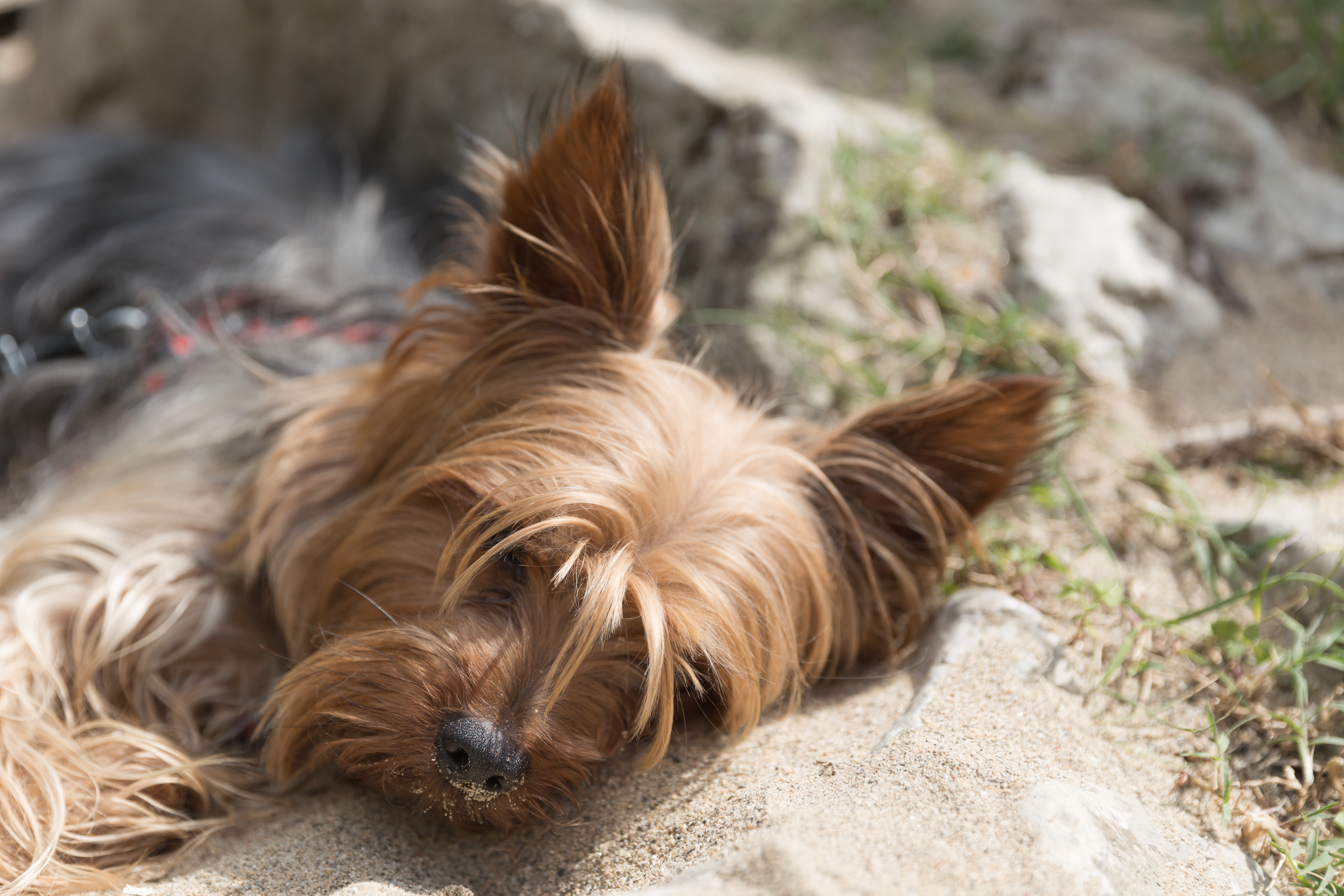
Yorkshire terrier en plein repos.

En dépit de sa taille minuscule, le Yorkshire terrier a su garder un tempérament de terrier typique. C'est un petit chien très vif, affectueux et têtu, qui apprécie beaucoup les sorties dans la nature. Comme n'importe quel chien, il a besoin de courir, et ne doit pas être constamment porté dans les bras. Le Yorkshire terrier est très joueur. Il aime demander de l’attention à son maître. Il est resté un très bon tueur de souris et de rats, mais du fait de sa taille, ne peut guère attraper d'animaux plus gros, bien qu'il aime aller les affronter. Bien qu'il soit naturellement incapable d'arrêter physiquement un cambrioleur, ses aboiements en font un chien de garde efficace pour donner l'alarme.
Du fait de son fort caractère, le Yorkshire terrier demande une éducation canine ferme (sans pour autant être violente). Il doit être traité comme n'importe quel chien, et non comme un substitut d'enfant. La plupart des morsures de ces petits chiens proviennent souvent d'une éducation inappropriée. Le Yorkshire Terrier, d’intelligence vive, peut aisément apprendre des tours, ou des sports canins comme l’agility.

## Popularité du Yorkshire Terrier
Le Yorkshire Terrier, aimé particulièrement pour sa petite taille, est la race la plus adorée et la plus populaire du groupe des terriers. Il est classé chien #1 au Royaume-Uni et au Québec. En France, il est placé en #2 derrière le bouledogue français. Cette popularité est surtout due au fait que le Yorkshire est un chien hypoallergène de petite taille qui apprécie autant la vie en appartement que la vie en campagne. Mais surtout, c’est sa gentillesse envers les enfants et les personnes âgées qui fait de lui un bon chien pour la zoothérapie.

## Soins
Le Yorkshire terrier est un chien qui a un long pelage, il est alors nécessaire de bien en prendre soin. Pour qu'il ait un pelage brillant et soyeux et afin d'éviter les nœuds, il est important de le brosser tous les jours et de l'emmener régulièrement chez le toiletteur.

## Santé
Le Yorkshire Terrier a une espérance de vie à la naissance comprise entre 12 et 13 ans.

## Croisements
Le Yorkshire terrier a fait l'objet de plusieurs croisements avec différentes races de chien. Si les croisements les plus connus sont le Biewer Yorkshire et le Morkie, il existe aussi d'autres croisements comme le Yoranian (croisement entre un Poméranian et un Yorkshire Terrier) et le Yorkipoo (Yorkshire Terrier et Caniche).